# Nigel Bruce
William Nigel Ernle Bruce (n. 4 februarie 1895, Ensenada, Baja California, Mexic – d. 8 octombrie 1953, Santa Monica, California, SUA) a fost un actor britanic de teatru, televiziune și de film. El a fost cel mai cunoscut pentru portretizarea Doctorului Watson într-o serie de filme și în serialul radio The New Adventures of Sherlock Holmes.

## Filmografie
| An   | Titlu                                     | Rol                             | Note          |
| ---- | ----------------------------------------- | ------------------------------- | ------------- |
| 1922 | Flames of Passion                         | rol minor necunoscut            | nemenționat   |
| 1930 | The Squeaker                              | Collie                          |               |
| 1930 | Escape                                    | Constable                       |               |
| 1930 | Red Aces                                  | Kinsfeather, T.B.               |               |
| 1930 | Birds of Prey                             | Major                           |               |
| 1931 | The Calendar                              | Lord Willie Panniford           |               |
| 1932 | Lord Camber's Ladies                      | Lord Camber                     |               |
| 1932 | The Midshipmaid                           | Major Spink                     |               |
| 1933 | I Was a Spy                               | Scottie                         |               |
| 1933 | Channel Crossing                          | Nigel Guthrie                   |               |
| 1934 | Coming Out Party                          | Troon, the Butler               |               |
| 1934 | Stand Up and Cheer!                       | Eustis Dinwiddle                |               |
| 1934 | Murder in Trinidad                        | Bertram Lynch                   |               |
| 1934 | The Lady Is Willing                       | Welton                          |               |
| 1934 | Treasure Island                           | Squire Trelawney                |               |
| 1934 | Springtime for Henry                      | Johnny Jewlliwell               |               |
| 1934 | The Scarlet Pimpernel                     | The Prince of Wales             |               |
| 1935 | Becky Sharp                               | Joseph Sedley                   |               |
| 1935 | She                                       | Horace Holly                    |               |
| 1935 | Jalna                                     | Maurice Vaughn                  |               |
| 1935 | The Man Who Broke the Bank at Monte Carlo | Ivan                            |               |
| 1936 | The Trail of the Lonesome Pine            | Major Thurber                   |               |
| 1936 | Under Two Flags                           | Capt. Menzies                   |               |
| 1936 | The White Angel                           | Dr. West                        |               |
| 1936 | Follow Your Heart                         | Henri Forrester                 |               |
| 1936 | The Charge of the Light Brigade           | Sir Benjamin Warrenton          |               |
| 1936 | The Man I Marry                           | Robert Hartley                  |               |
| 1937 | Thunder in the City                       | Duke of Glenavon                |               |
| 1937 | The Last of Mrs. Cheyney                  | Lord Willie Winton              |               |
| 1938 | The Baroness and the Butler               | Major Andros                    |               |
| 1938 | Kidnapped                                 | Neil MacDonald                  |               |
| 1938 | Suez                                      | Sir Malcolm Cameron             |               |
| 1939 | The Hound of the Baskervilles             | Dr. John H. Watson              |               |
| 1939 | The Adventures of Sherlock Holmes         | Dr. John H. Watson              |               |
| 1939 | The Rains Came                            | Lord Albert Esketh              |               |
| 1940 | The Blue Bird                             | Mr. Luxury                      |               |
| 1940 | Adventure in Diamonds                     | Col. J. W. Lansfield            |               |
| 1940 | Rebecca                                   | Major Giles Lacy                |               |
| 1940 | Lillian Russell                           | William S. Gilbert              |               |
| 1940 | Susan and God                             | Hutchins Stubbs                 |               |
| 1940 | A Dispatch from Reuters                   | Sir Randolph Persham            |               |
| 1941 | Hudson's Bay                              | Prince Rupert                   |               |
| 1941 | Play Girl                                 | William McDonald Vincent        |               |
| 1941 | Free and Easy                             | Florian Clemington              |               |
| 1941 | This Woman Is Mine                        | Duncan MacDougall               |               |
| 1941 | The Chocolate Soldier                     | Bernard Fischer, Critic         |               |
| 1941 | Suspicion                                 | Gordon Cochrane 'Beaky' Thwaite |               |
| 1942 | Roxie Hart                                | E. Clay Benham                  |               |
| 1942 | This Above All                            | Ramsbottom                      |               |
| 1942 | Eagle Squadron                            | McKinnon                        |               |
| 1942 | Sherlock Holmes and the Voice of Terror   | Dr. John H. Watson              |               |
| 1942 | Journey for Margaret                      | Herbert V. Allison              |               |
| 1942 | Sherlock Holmes and the Secret Weapon     | Dr. John H. Watson              |               |
| 1943 | Forever and a Day                         | Maj. Garrow                     |               |
| 1943 | Sherlock Holmes in Washington             | Dr. John H. Watson              |               |
| 1943 | Sherlock Holmes Faces Death               | Dr. John H. Watson              |               |
| 1943 | Lassie Come Home                          | Duke of Rudling                 |               |
| 1943 | Crazy House                               | Dr. John H. Watson              | Cameo         |
| 1943 | The Spider Woman                          | Dr. John H. Watson              |               |
| 1944 | Follow the Boys                           | Himself                         | Uncredited    |
| 1944 | The Scarlet Claw                          | Dr. John H. Watson              |               |
| 1944 | The Pearl of Death                        | Dr. John H. Watson              |               |
| 1944 | Gypsy Wildcat                             | High Sheriff                    |               |
| 1944 | Frenchman's Creek                         | Lord Godolphin                  |               |
| 1945 | Sherlock Holmes and the House of Fear     | Dr. John H. Watson              |               |
| 1945 | The Corn Is Green                         | The Squire                      |               |
| 1945 | Son of Lassie                             | Duke of Rudling                 |               |
| 1945 | The Woman in Green                        | Dr. John H. Watson              |               |
| 1945 | Pursuit to Algiers                        | Dr. John H. Watson              |               |
| 1946 | Terror by Night                           | Dr. John H. Watson              |               |
| 1946 | Dressed to Kill                           | Dr. John H. Watson              |               |
| 1947 | The Two Mrs. Carrolls                     | Dr. Tuttle                      |               |
| 1947 | The Exile                                 | Sir Edward Hyde                 |               |
| 1948 | Julia Misbehaves                          | Col. Bruce "Bunny" Willowbrook  |               |
| 1950 | Vendetta                                  | Sir Thomas Nevil                |               |
| 1952 | Hong Kong                                 | Mr. Lighton                     |               |
| 1952 | Limelight                                 | Postant, an Impresario          |               |
| 1952 | Bwana Devil                               | Dr. Angus McLean                |               |
| 1954 | World for Ransom                          | Governor Sir Charles Coutts     | lansat postum |